# Anarta nigrolunata
Anarta nigrolunata är en fjärilsart som beskrevs av Alpheus Spring Packard 1867. Anarta nigrolunata ingår i släktet Anarta och familjen nattflyn. Inga underarter finns listade i Catalogue of Life.